# Aloe bussei
Aloe bussei ist eine Pflanzenart der Gattung der Aloen in der Unterfamilie der Affodillgewächse (Asphodeloideae). Das Artepitheton bussei ehrt den deutschen Landwirtschaftsbeamten Walter Busse (1865–1933), der in Tansania tätig war.

## Beschreibung

### Vegetative Merkmale
Aloe bussei wächst stammlos, ist sprossend und bildet dichte Gruppen. Die etwa 20 eiförmig-lanzettlichen Laubblätter laufen spitz zu und bilden Rosetten. Ihre glänzend grüne, meist kupfrig-rot überhauchte Blattspreite ist 20 bis 30 Zentimeter lang und 5 bis 6 Zentimeter breit. Auf der Blattunterseite befinden sich gelegentlich wenige weißliche Flecken. Am schmalen, weißen, knorpeligen Blattrand sitzen weiße oder hellgelbliche, zur Blattspitze geneigte Zähne die 2 bis 3 Millimeter lang sind. Die Randzähne stehen 7 bis 15 Millimeter voneinander entfernt.

### Blütenstände und Blüten
Der Blütenstand ist einfach oder besteht in der Regel aus ein bis vier Zweigen und erreicht eine Länge von 40 bis 60 Zentimeter (selten bis 75 Zentimeter). Die mehr oder weniger dichten, konisch-zylindrischen Trauben sind 15 bis 25 Zentimeter lang. Die eiförmig-spitzen Brakteen weisen eine Länge von 4 bis 6 Millimeter auf und sind 3 Millimeter breit. Die korallenroten Blüten sind an ihrer Mündung gelblich und stehen an 8 bis 10 Millimeter langen Blütenstielen. Die Blüten sind 28 bis 35 Millimeter lang und an ihrer Basis verschmälert. Auf Höhe des Fruchtknotens weisen sie einen Durchmesser von 6 Millimeter auf. Darüber sind sie leicht verengt, dann auf 8 Millimeter erweitert und an der Mündung wieder verengt. Ihre äußeren Perigonblätter sind auf einer Länge von 12 bis 15 Millimetern nicht miteinander verwachsen. Die Staubblätter und der Griffel ragen leicht aus der Blüte heraus.

## Systematik, Verbreitung und Gefährdung
Aloe bussei ist in Tansania auf Felsvorkommen und Klippen in Höhenlagen von 580 bis 1500 Metern verbreitet.
Die Erstbeschreibung durch Alwin Berger wurde 1908 veröffentlicht. Ein Synonym ist Aloe morogoroensis Christian (1940).
Aloe bussei wird in der Roten Liste gefährdeter Arten der IUCN als „Vulnerable (VU)“, d. h. gefährdet eingestuft.

## Nachweise